# Pseudemoia entrecasteauxii
Pseudemoia entrecasteauxii är en ödleart som beskrevs av  Heinrich Kuhl 1839. Pseudemoia entrecasteauxii ingår i släktet Pseudemoia och familjen skinkar. Inga underarter finns listade i Catalogue of Life.